# Doug Carrion
Doug Carrion (9 novembre 1964) è un bassista statunitense.

## Biografia
La sua passione per la musica nasce quando all'età di 9 anni la madre lo porta a vedere uno spettacolo di jazz in un club di Hermosa Beach, in California. Da allora ha imparato la chitarra da autodidatta ed ha iniziato la carriera in band underground come i Descendents, i Circle Jerks ed i Dag Nasty. Ha anche lavorato con Matt Hyde, Perry Ferrel, Pennywise, The Crow Soundtrack, Josh Freese, e Kottonmouth Kings

## Discografia
| Data | Titolo                       | Etichetta          | Gruppo      |
| 1986 | Enjoy!                       | SST Records        | Descendents |
| 1987 | All Ages Show                | Giant Records      | Dag Nasty   |
| 1988 | Field Day                    | Giant Records      | Dag Nasty   |
| 1991 | Can I Say/Wig Out at Denko's | Giant Records      | Dag Nasty   |
| 1992 | Four on the Floor            | Epitaph Records    | Dag Nasty   |
| 2002 | Minority of One              | Revelation Records | Dag Nasty   |